# トビアス・ビルツ
クリスティアン・トビアス・ビルツ（ドイツ語:  Christian Tobias Bilz , 1964年4月28日 - )はドイツのルター派福音主義神学者。2020年3月1日、ザクセン福音ルター派州教会 (EvLKS) の監督に就任した。

## 経歴
1964年に牧師の父ヴォルフガング・ビルツと母インゲボルグ・ウルズラと間に生まれた。トビアス・ビルツは3人目の子であり、兄のクリスティアンとダニエルも牧師である。ビルツ家 3人の兄弟は共に父の牧師職を継いでいる。旧東ドイツ、ケムニッツ近郊のプライサにある工業高等学校を卒業後、1980年から4年間テューリンゲン州アルテンブルクで機械整備工になる教育を受けた。その後、ライプツィヒ神学校で福音主義神学の学びを開始した。ツヴィッカウ近郊のリンバッハ＝オーバーフローナとケムニッツ市内カスベルクにある福音主義教会で牧師補としての職務を終え、1991年に第2次神学試験合格し、ライプツィヒ神学校を卒業した。1991年6月16日、トビアス・ビルツの按手礼がエールツゲビルク郡エアルバッハ＝キルヒベルクの教会でおこなわれ、牧師に就任した。2007年までこの地で牧師職を務めた。2001年、エールツゲビルク郡シュトルベルク地区の青年担当牧師になり、2007年から2018年までザクセン福音ルター派州教会(EvLKS)の青年担当牧師(常勤)を務めた。
トビアス・ビルツは2015年5月1日におこなわれたザクセン州教会監督選挙に立候補した。第6回投票で38票を獲得したが、40票を得たカルステン・レンツィングに惜敗した。2018年、州教会高等参事官(教会共同体、牧会、広報担当)に任命された。さらに、ライプツィヒ、ライプツィガー・ラント、ライスニヒ＝オーシャッツ、ロホリッツ教会地区の教会行政事務を管轄することになった。
2019年10月31日、カルステン・レンツィング監督が任期途中で辞任した。監督の辞任で生じた混乱を収拾するために、2020年2月29日にザクセン州教会監督選挙がおこなわれた。この教会監督選挙にはトビアス・ビルツの他にアンドレアス・ボイヘル (マイセン＝グローセンハイン) 教会地区長、ウルリケ・ヴァイヤー (プラウエン ) 教会地区長が立候補した。トビアス・ビルツは第3回投票で79票中48票を得てザクセン福音ルター派州教会の監督に選出された。2020年4月25日、ドイツ合同福音ルター派教会(VELKD)のラルフ・マイスター指導監督の司式によって、トビアス・ビルツのザクセン福音ルター派州教会監督就任式がマイセン大聖堂で執り行われた。

## 人物
彼自身の申告によると、社団法人リーメナ兄弟団会員、エアルバッハ＝キルヒベルクにある社団法人福音主義モンテッソーリ教育協会の後援会員、社団法人ドイツ山岳協会とFC バイエルン・ミュンヘンの会員である。ドレスデン在住。既婚者であり、3人の成人年齢に達した子がいる。